# K7 League
Die K7 League ist die niedrigste Amateurliga im südkoreanischen Fußball. Sie wurde 2017 infolge der Strukturreformpläne der KFA gegründet. Bis 2019 trug die Liga den Namen Division 7-League. Die Liga gehört dem Verband Division League an.

## Aufbau
Die K7 League besteht aus verschiedenen Landesverbänden:
| - Fußballverband Seoul - Fußballverband Daegu - Fußballverband Busan - Fußballverband Incheon - Fußballverband Gwangju - Fußballverband Daejeon - Fußballverband Ulsan - Fußballverband Gyeonggi-do | - Fußballverband Gangwon-do - Fußballverband Chungcheongbuk-do - Fußballverband Chungcheongnam-do - Fußballverband Jeollabuk-do - Fußballverband Jeollanam-do - Fußballverband Gyeongsanbuk-do - Fußballverband Gyeongsannam-do - Fußballverband Sejong |

Die Liga besteht aus verschiedenen Staffeln der jeweiligen Landesverbände. Je nach Größe der Stadt oder des Gebietes sind die Staffeln unterschiedlich unterteilt in::
- Stadtliga (Bei kleineren Städten oder Gebieten, wie z. B. die Stadt Sangju)
- Stadtteilliga (Besonders häufig in den Gyeonggi-do-Gebieten und in den Millionenmetropolen)
- Die Division 7-League ist vergleichbar mit der deutschen Kreisliga.

Für die Liga haben sich 878 Vereine bis Ende 2017 angemeldet. Für die Saison 2018 plante die Division mit 960 Mannschaften, die in 160 Staffeln unterteilt werden. Zwischen den Ligen der einzelnen Verbände gibt es einen sportlichen Auf- und Abstieg. Demnach können die Vereine der Division 7-League in die Division 6-League aufsteigen. 2019 wurde die Anzahl der Vereine auf 1002 erhöht, sowie auch die Staffelanzahl auf 164 Staffeln erhöht.
Die erste Spielzeit der Division begann im April 2017 und endete im November 2017. Anschließend folgten die Play-off-Spiele der Staffelsieger.